# Lori Henry
Lori Ann Henry (20 de março de 1966) é uma ex-futebolista norte-americana, que atuava como defensora. Henry jogou pela seleção americana de 1985 à 1991 e também foi capitã do time durante três anos. Ela foi a única jogadora participante do primeiro jogo oficial da seleção em 1985 a estar presente na Copa do Mundo de Futebol Feminino de 1991, onde o time se sagrou campeão mundial pela primeira vez. Henry foi também uma das duas jogadoras da seleção de 1985 a atingir mais de uma dezena de jogos pela seleção.

## Início da vida
Henry cresceu na região de Seattle e frequentou a "Shorewood High School" em Shoreline, Washington onde ela foi uma das estrelas do time de futebol feminino.

### Universidade da Carolina do Norte
Henry frequentou a Universidade da Carolina do Norte em Chapel Hill de 1986-1989 e ajudou as "Tar Heels" a vencerem três campeonatos nacionais de futebol feminino.

## Carreira

### Internacional
Em 1985, Henry fez parte do primeiro time norte-americano de futebol feminino. Ela jogou com a seleção de 1985 à 1991 e foi a capitã do time de 1988 à 1991. Em 1991, ela fez parte do time que venceu a primeira Copa do Mundo de Futebol Feminino na China.

## Carreira como técnica de futebol
Henry começou sua carreira como assistente técnico na "University of North Carolina at Greensboro" e depois foi técnica do time de futebol feminino da Universidade Estadual de Ohio por quatro anos.